# 吉田ヒロミ
吉田 ヒロミ（よしだ ひろみ、1941年8月26日 - ）は東京都港区六本木生まれのファッションデザイナー。

## 経歴
- 1964年 - セツ・モードセミナー卒業。
- 1965年 - 渡仏。日本人として初めてジバンシィ社に入社。
- 1968年 - アメリカのハーパス・バザー社のスチリストに推薦され渡米。
- 1969年 - 帰国し母親の経営するオートクチュールサロンのデザイナーとしてクリエーション活動を始める。
- 1978年 - T.D.6のメンバーとなり第14回1978 - 79秋冬コレクション発表。
- 1980年 - （株）吉田ヒロミデザインインターナショナル設立。「CLOVE vs CLOVES」発表。
- 1985年 - 東京ファッションデザイナー協議会の設立にかかわりメンバーとなる。
- 1992年 - 「HIROMI YOSHIDA」秋冬コレクション発表。（財）日本ユニフォームセンターの理事に就任。
- 1997年 - 昭和女子大学にて講師を務め、後に客員教授に就任する。
- 1999年 - 「ユニバーサルウェアーショー」に参加する。
- 2001年 - 総務省消防局制服デザインを担当する。
- 2002年 - JR東日本女性制服（女性車掌、びゅうプラザ）デザインを担当する。
- 2006年 - 日本郵政グループ制服デザインを担当する。
- 2007年 - 日本ファッションウィークに参加、｢HIROMI YOSHIDA 2008春夏コレクション｣発表。
- 2008年 - 日本ファッションウィークに参加、「HIROMI YOSHIDA 2008-09秋冬コレクション」発表